# Каїно (Росія)
Ка́їно (рос. Каино) — присілок у складі Нікольського району Вологодської області, Росія. Входить до складу Кемського сільського поселення.

## Населення
Населення — 31 особа (2010; 43 у 2002).
Національний склад (станом на 2002 рік):
- росіяни — 95 %